# Стумбрас (футбольний клуб)
«Стумбрас» (лит. VšĮ «FC Stumbras») — колишній литовський футбольний клуб з Каунаса. Заснований 2013 року. 

## Історія
Клуб створений в 2013 році на базі команди Національної футбольної академії і був заявлений до другого дивізіону Південної зони. Більшість гравців команди тоді були молодші 20 років. Вже 2014 року клуб вийшов до першої ліги Чемпіонату Литви з футболу. Наступного 2015 року «Стумбрас» дебютував у вищому дивізіоні.
Влітку 2019 року клуб припинив своє існування, врешті був знятий зі змагань елітного дивізіону.

## Сезони (2013—2019)
| Сезон | Рівень | Ліга       | Місце | Примітки |
| ----- | ------ | ---------- | ----- | -------- |
| 2013  | 3.     | Друга ліга | 2.    | [ 2 ]    |
| 2014  | 2.     | Перша ліга | 1.    | [ 3 ]    |
| 2015  | 1.     | А-ліга     | 7.    | [ 4 ]    |
| 2016  | 1.     | А-ліга     | 5.    | [ 5 ]    |
| 2017  | 1.     | А-ліга     | 7.    | [ 6 ]    |
| 2018  | 1.     | А-ліга     | 4.    | [ 7 ]    |
| 2019  | 1.     | А-ліга     | 8.    | [ 8 ]    |

## Титули і досягнення
- Перша ліга чемпіонату Литви
  -  Чемпіон (1): 2014

- Володар Кубка Литви (1): 2017